# Wolfgang Boettcher
Wolfgang Boettcher (Berlín, 30 de enero de 1935-Ib., 24 de febrero de 2021) fue un violonchelista clásico alemán y profesor académico. Fue violonchelista principal de la Filarmónica de Berlín y miembro fundador de Los 12 violonchelistas de la Filarmónica de Berlín. Desde 1976, fue profesor en la Hochschule für Musik Berlin. De 1986 a 1992 fue director artístico del festival de música de cámara Sommerliche Musiktage Hitzacker.

## Biografía
Nacido en Berlín en 1935, su madre le compró un violonchelo en el mercado negro. Estudió violonchelo en la Hochschule für Musik Berlin con Richard Klemm. En 1958 ganó el segundo premio en el Concurso Internacional de Música ARD en Munich junto con su hermana mayor, la pianista de Mannheim Ursula Trede-Boettcher. Fue violonchelista de la Filarmónica de Berlín desde 1958, convirtiéndose en violonchelista principal en 1963. Tocó con directores como Sergiu Celibidache y Herbert von Karajan, el violinista Yehudi Menuhin y el barítono Dietrich Fischer-Dieskau, actuando en festivales como el Festival de Salzburgo y el Festival de Música de Cámara Lockenhaus y en giras de conciertos a países europeos, Israel, Japón y Sudamérica. Boettcher fue miembro fundador del conjunto Los 12 violonchelistas de la Filarmónica de Berlín y el Cuarteto Brandis.
De 1986 a 1992, Boettcher fue director artístico del Sommerliche Musiktage Hitzacker. Programó un amplio repertorio de música de cámara, desde música medieval hasta música contemporánea, con un enfoque en compositores que habían sido prohibidos durante el régimen nazi. En 1990, fue solista en el estreno mundial del Concierto para violonchelo de Giselher Klebe que fue compuesto para él, con la Filarmónica dirigida por Daniel Barenboim. Los compositores Aribert Reimann, Hans Vogt y otros también le escribieron música. Compositores como Henri Dutilleux, György Ligeti y Witold Lutosławski apreciaron su interpretación de sus obras.
En 1976, Boettcher fue nombrado profesor en la Hochschule der Künste Berlin, ahora la Universidad de las Artes de Berlín, donde enseñó a generaciones de violonchelistas, incluido Jan Diesselhorst, quien también fue miembro de la Filarmónica y la 12 violonchelistas, Wen-Sinn Yang y Dietmar Schwalke. También enseñó en la Carl Flesch Akademie Baden-Baden durante 22 años. Se convirtió en miembro de la Bayerische Akademie der Schönen Künste en 1988 y fue presidente del jurado de la competencia de violonchelo Grand Prix Emanuel Feuermann.
Junto con sus dos hermanas, la pianista Ursula y la violinista Marianne, Boettcher formó un trío de piano que continuó dando conciertos incluso en su vejez. Estaba casado con Regina Vollmar, sobrina de su padrino Eberhard Preußner. La pareja tuvo un hijo y cuatro hijas, incluida la actriz Anna Bottcher.
Falleció en su ciudad natal, Berlín, el 24 de febrero de 2021 a los 86 años de edad.

## Publicaciones
- con Winfried Pape: Das Violoncello - Geschichte, Bau, Technik, Repertoire. [13]